# 천국의 눈물
《천국의 눈물》은 2014년 10월 11일부터 2015년 1월 3일까지 방영된 MBN 특별기획 드라마이다.

## 등장 인물

### 주요 인물
- 박지영 : 유선경 역
- 홍아름 : 윤차영 역 (아역 : 전민서)
- 서준영 : 차성탄 / 이기현 역 (아역 : 신기준)
- 조윤서 : 진제인 역 (아역 : 김소연)

### 그외 인물들
- 이종원 : 이도엽 역
- 윤다훈 : 진현태 역 (아역 : 박시진)
- 김여진 : 반혜정 역
- 인교진 : 진현웅 역
- 박근형 : 진만봉 역
- 박정수 : 조여사 역
- 윤주상 : 이회장 역
- 최현 : 박만기 역
- 윤상훈 : 차비서 역
- 조련
- 이맑음
- 서윤아 : 젊은 유선경 역
- 주민하 : 고정은 역
- 이웅희
- 원창연
- 남상백
- 김혜화
- 김규선
- 김재철
- 윤미향
- 염지혜
- 박건락
- 한여울
- 이윤상
- 한슬아
- 김광인
- 오정원
- 이용이 : 윤은자 역 (특별출연)
- 이한위 : 보육원 원장 역 (특별출연)
- 진경 (특별출연)
- 이병욱 (특별출연)

## 시청률
| 2014년      | 2014년      | 2014년                                          | 2014년            |
| 회차        | 방송일      | 부제                                            | AGB 시청률 (전국) |
| ----------- | ----------- | ----------------------------------------------- | ----------------- |
| 제1회       | 10월 11일   | 기현의 죽음, 차영의 사고, 성탄의 입양           | 1.178%            |
| 제2회       | 10월 12일   | 진사장의 죽음, 선경의 과거                      | 1.390%            |
| 제3회       | 10월 18일   | 선경과 차영의 첫 만남, 차영과 성탄의 재회       | 1.725%            |
| 제4회       | 10월 19일   | 차영 할머니의 죽음, 엄마의 존재를 알게 되는...  | 1.760%            |
| 제5회       | 10월 25일   | 선경이 생모임을 알게되는 차영                   | 1.919%            |
| 제6회       | 10월 26일   | 기현과 제인의 귀국                              | 1.783%            |
| 제7회       | 11월 1일    | 도둑으로 몰리는 차영, 차영과 제인의 재회...     | 1.511%            |
| 제8회       | 11월 2일    | 조여사를 요양원으로 빼돌리려는 선경             | 1.659%            |
| 제9회       | 11월 8일    | 제인의 질투, 발전하는 선경과 도엽, VIP행...     | 1.849%            |
| 제10회      | 11월 9일    | 차영의 보고서를 훔치는 제인                     | 2.251%            |
| 제11회      | 11월 15일   | 조여사의 실종 후 재회                           | 1.980%            |
| 제12회      | 11월 16일   | 조여사를 납치하는 선경                          | 2.256%            |
| 제13회      | 11월 22일   | 차영을 양녀로 들이겠다는 이회장                 | 2.001%            |
| 제14회      | 11월 23일   | 갑자기 차영에게 키스하는 현웅                   | 2.325%            |
| 제15회      | 11월 29일   | 제인 방에서 오르골 발견하는 기현                | 2.068%            |
| 제16회      | 11월 30일   | 차영을 모함한 범인을 찾은 현웅                  | 2.965%            |
| 제17회      | 12월 6일    | 우연한 사고로 기억이 돌아온 기현                | 2.296%            |
| 제18회      | 12월 7일    | 차영이 자신의 친딸임을 알게 되는 선경           | 2.881%            |
| 제19회      | 12월 13일   | 기현의 흔적을 없애는 도엽                       | 2.424%            |
| 제20회      | 12월 14일   | 본격적으로 시작된 차영의 복수                   | 2.975%            |
| 제21회      | 12월 20일   | 임신 조짐을 보이는 차영과 제인                  | 2.629%            |
| 제22회      | 12월 21일   | 선경과 도엽의 배신에 분노하는 현태              | 3.302%            |
| 제23회      | 12월 27일   | 백화점 회장에서 물러나는 현태. 선경이 자신을... | 2.226%            |
| 제24회      | 12월 28일   | 제인의 분노로 위험에 처한 차영의 운명은?        | 3.305%            |
| 2015년      |             |                                                 |                   |
| 제25회      | 1월 3일     | 차영으로 인해 갈등하는 기현과 현웅              | 2.064%            |
| 평균 시청률 | 평균 시청률 | 평균 시청률                                     | 2.189%            |